# Punctelia
Punctelia Krog (biedronecznik) – rodzaj grzybów z rodziny tarczownicowatych (Parmeliaceae). Ze względu na współżycie z glonami zaliczany jest do grupy porostów. W Polsce występują trzy gatunki.

## Systematyka i nazewnictwo
Pozycja w klasyfikacji według Index Fungorum: Parmeliaceae, Lecanorales, Lecanoromycetidae, Lecanoromycetes, Pezizomycotina, Ascomycota, Fungi.
Nazwa polska według W. Fałtynowicza.

## Niektóre gatunki
- Punctelia borreri (Sm.) Krog
- Punctelia jeckeri (Roum.) Kalb – biedronecznik Jeckera[3].
- Punctelia nebulata Elix & J. Johnst.
- Punctelia negata (Nyl.) Krog
- Punctelia pseudocoralloidea (Gyeln.) Elix & Kantvilas
- Punctelia reddenda (Stirt.) Krog
- Punctelia subalbicans (Stirt.) D.J. Galloway & Elix
- Punctelia subflava (Taylor) Elix & J. Johnst.
- Punctelia subrudecta (Nyl.) Krog – biedronecznik zmienny
- Punctelia ulophylla (Ach.) Herk & Aptroot – biedronecznik wzniesiony

Wykaz gatunków (nazwy naukowe) na podstawie Index Fungorum. Obejmuje on wszystkie gatunki występujące w Polsce i niektóre inne. Uwzględniono tylko gatunki zweryfikowane o potwierdzonym statusie. Nazwy polskie według  checklist oraz rozporządzenia o gatunkach chronionych grzybów w Polsce.